# Taraż Nowy
Taraż Nowy (ukr. Новий Тараж), alt. Redkoduby (ukr.  Рідкодуби) – dawnиеј wieś na Ukrainie, obecnie część miasta Poczajów w obwodzie tarnopolskim, w rejonie krzemienieckim. Położony jest na południe od centrum Poczajowa, wzdłuż współczesnej ulicy Szewczenka. 
Taraż Nowy stanowił jedną z 20 gromad w gminie Poczajów w powiecie krzemienieckim w województwie wołyńskim.
Zobacz też: Taraż Stary